# Jánossy Dénes (paleontológus)
Jánossy Dénes (Budapest, 1926. március 24. – 2005. augusztus 16.) ornitológus professzor, természetvédő, őslénykutató, a Magyar Természettudományi Múzeum Őslénytani és Földtani Tárának egykori igazgatója, a Magyar Madártani és Természetvédelmi Egyesület alapító és örökös elnöke, számos tudományos kitüntetés birtokosa, a negyedidőszaki (kvarter) és pliocén gerinces őslénytan egyik legjelentősebb, nemzetközi elismertségű kutatója. Tudományos és ismeretterjesztő publikációnak száma meghaladja a 200-at.
Munkássága során több mint kétmillió fosszíliát gyűjtött be és közel 70 új ősgerinces állatfajt fedezett fel és írt le. A tudományos életben ezidáig 8 ősállatfajt neveztek el Jánossy Dénes tiszteletére, amelyeket janossyi utótaggal jelölnek.

## Családja
Édesapja id.Jánossy Dénes (1891–1966) történész, a Magyar Tudományos Akadémia levelező tagja, a Magyar Országos Levéltár egykori főigazgatója, 2 éven át pedig a Magyar Nemzeti Múzeum elnöke. Édesanyja Boros Margit (1895–1962). 1953-ban feleségül vette Kölley Emmát, a Magyar Nemzeti Bank könyvelőjét, Klösz György fényképész, festő, a magyarországi városfotózás úttörője és egyik legjelentősebb alakja dédunokáját. Három fiuk született: Jánossy László (1955), Jánossy Gábor (1956) és Jánossy Tamás (1958).

## Tanulmányai
Jánossy Dénes a budapesti Verbőczy István Gimnáziumban érettségizett 1944-ben. A Pázmány Péter Tudományegyetemen (ma Eötvös Lóránd Tudományegyetem) természetrajz–vegytan szakos középiskolai tanári oklevelet szerzett 1948-ban, majd az ELTE TTK-n doktorált 1960-ban. A föld- és ásványtani tudományok kandidátusa (1959), doktora (1968).

## Életpályája
A fiatal Jánossy Dénest már gyermekként nagyon érdekelte a természet és a természettudományok, az előbbiből főleg a madarak, az utóbbiból pedig leginkább az őslénytan. Kiváló rajzkészséggel rendelkezett, aminek nagy hasznát vette a későbbiekben. Tanulmányai során mindig készített rajzos jegyzeteket is, a rajzok némelyike később a publikációiban is megjelent. Miután 1944-ben a Verbőczy Gimnáziumban (ma Petőfi Gimnázium) leérettségizett és egy baleset miatt megmenekült attól, hogy behívják a frontra katonának, 1945-ben kezdte meg egyetemi tanulmányait a Pázmány Péter Tudományegyetemen (ma Eötvös Loránd Tudományegyetem). Olyan neves kutatók voltak a tanárai között, mint Éhik Gyula, Tasnádi Kubacska András, Vértes László és Kretzoi Miklós.
1949-ben előbb természetrajz−vegytan, majd geológus szakon szerzett diplomát. Első állását (még egyetemi hallgató korában) preparátorként nyerte el a Természettudományi Múzeum Föld- és Őslénytárában. 1951-től már muzeológusként alkalmazták a Múzeumban. A Tárban kereken 50 évig dolgozott kutatóként, ami magában foglalja azt a tíz évet is, amikor 1986 és 1996 között nyugalmazott igazgatóként járt be a Múzeumba. Ez alatt az 50 év alatt 16 évig (1970 és 1986 között) igazgatóként vezette a Tárat. Ebben az időszakban az őslénytani oktatásban is fontos szerepe volt, speciális kollégiumokat tartott az ELTE-n. Érdemes megemlíteni, hogy jóval előbb, fiatal kutatóként már 1954-től felkérték előadások tartására régész és geológushallgatók számára. Ezen kívül számos alkalommal volt a zsűri tagja különféle középiskolai tanulmányi versenyeken is. Tulajdonképpen oktatott később az ásatásai során is. Számos hazai (Kordos László, Vörös István, Hír János stb.) és külföldi (többek között a holland A. J. van der Meulen, a német H. D. Kahlke és L. Maul) kutató vallja, hogy a Jánossy-féle ásatások jelentették számukra az igazi tanulást. Kiemelendő, hogy a '60-as évek magyarországi viszonyai között igazán nagy szó volt, ha nyugati kutatók akarták a szakma finomságait egy keleti paleontológustól elsajátítani. Vendégeket fogadhatott és jelentős külföldi konferenciákon tarthatott előadásokat, ami jól jelzi, mennyire elismerték szakmai tudását és kutatásainak jelentőségét.
Sokoldalú és tehetséges személyiségét jól mutatja, hogy számos hazai és külföldi tudományos társaságnak volt tagja, sőt, vezetője vagy vezetőségi tagja. Példaként megemlíthetjük a Magyarhoni Földtani Társulatot vagy a Magyar Karszt- és Barlangkutató Társulatot, utóbbinak 1966-tól 1980-ig elnöke volt. A számos tagság között azonban számára a legnagyobb örömöt és megtiszteltetést minden bizonnyal a Magyar Madártani Egyesületben 1974-1990 között betöltött elnöki tiszt jelentette. A Társulat tiszteletbeli elnöki címét egészen haláláig viselhette. Az ornitológia és a madárvédelem terén végzett kimagasló munkája és eredményei elismeréseképpen 1995-ben „Pro Natura” díjjal tüntették ki. A sok kitüntetés és elismerés között ennek a díjnak örült a legjobban, már csak azért is, mert nála az „első szerelem” a madarak és az ornitológia volt. Ahogy barátja és kollégája, Schmidt Egon írta róla, szívében mindig is madarász volt. Bátyjával, Tiborral már korán elkezdte járni a természetet a madárvilágot figyelve. Rendszeresen bejárt a Madártani Intézetbe is. Jóllehet a tudományos életben az őslénytan területén érte el a legnagyobb eredményeket, a madár- és természetvédelem volt az, amit a legnagyobb lelkesedéssel művelt. Nem véletlen, hogy amikor 1974. január 6-án 200 fő részvételével megalakult a Magyar Madártani Egyesület, közfelkiáltással őt választották meg elnöknek. Az Egyesület megalakulásáról a Búvár hasábjain megjelent cikkében írta: „E sorok írója pedig éppen ezek (ti. a kihalt madarak; a szerző megjegyzése) mielőbbi tudományos feldolgozására törekszik azzal a kívánsággal, hogy ősi gazdag madárvilágunk utolsó maradványainak megmentésében is minél többet érjen el.”
Az Egyesület elnökeként a ragadozó madarak védelmét tekintette leginkább szívügyének. Fáradhatatlanul dolgozott akár a terepen, akár különféle hivatalokban vagy irodákban azon, hogy a veszélyeztetett fajok (pl. a parlagi sas és a kerecsensólyom) állománya újra stabillá váljon. Többek között elérte, hogy betiltsák a mérgezett csalik kihelyezését, valamint az ő nevéhez fűződik a ragadozó madarak egyik fő zsákmányállatának, az ürgének védett fajjá nyilvánítása, ezzel biztosítva e madarak stabil táplálékbázisát (Haraszthy 2005). (Itt érdemes megjegyeznünk, hogy idén éppen az ürgét választották az Év emlősének Magyarországon.) Munkásságának nemzetközi elismeréseként a Nemzetközi Madárvédelmi Tanács Kelet-Európai szekciójának elnöki tisztét töltötte be 1980–1988 között. Visszautalva Jánossy Dénesnek az ősi madárvilág vizsgálatáról fentebb idézett soraira, térjünk át arra a kutatási területre, a gerinces őslénytanra, amelyben a legnagyobb hazai és nemzetközi tudományos eredményeit érte el. Témájukat tekintve ezek a kutatásai, publikációi a mezozoikumi ősmadaraktól a miocén nagyemlősökön és a negyedidőszaki gerinces faunákon keresztül egészen a ma élő emlősökig és madarakig ívelnek. Ha a szorosabb értelemben vett őslénytani munkásságát akarjuk meghatározni, akkor azt egy jól körülhatárolható területtel jellemezhetjük: a pliocén és pleisztocén emlősök (ezen belül főleg kisemlősök) és a fosszilis madarak vizsgálata.
Pályája kezdetén az 50-es években Vértes Lászlóval, a nemzetközi hírű kutatóval végzett ásatásokat, és ekkor még főleg késő-pleisztocén és holocén gerinces faunákon dolgozott. A legjelentősebb munka számára az észak-magyarországi (Bükk hegység) Varbó község melletti Lambrecht Kálmán-barlang anyagának feldolgozása volt. Ebből írta később kandidátusi értekezését („A Lambrecht Kálmán-barlang késői pleisztocén gerinces faunája és a rissz-würm interglaciális problémája”). Ennek kapcsán írta le és vezette be a nemzetközi szakirodalomba az úgynevezett „Hystrix vezérszintet” és a „Varbói faunaszakaszt”. A barlangokkal kapcsolatban elmondhatjuk, hogy – bár számos barlangban végzett ásatásokat, emellett a Magyar Karszt- és Barlangkutató Társulatnak évekig vezetőségi tagja, sőt társelnöke is volt, és munkája elismeréseként két díjjal is kitüntették (1966-ban Kadić Ottokár éremmel, 1982- ben pedig Herman Ottó-emlékéremmel) – a barlangászat csak őslénykutatóként érdekelte nem pedig barlangászként. Ennek ellenére a Társulat Őslénytani Szakosztályát 1966-tól egészen nyugalomba vonulásáig vezette.
Az '50-es évek végén és a '60-as évek elején számos más késő-pleisztocén lelőhely anyagán dolgozott (pl. Petényi-barlang, Suba-lyuk), később azonban érdeklődése a középső-pleisztocén gerinces faunák felé fordult. Ekkoriban a jégkor néven közismert földtörténeti kornak ez a szakasza és ennek állatvilága még a nemzetközi negyedidőszak-kutatás tekintetében is rendkívül kevéssé ismert volt. Jánossy Dénes ásatásokat szervezett Északkelet-Magyarország területén a Bükkben (Kövesvárad, Tarkő, stb.) és az Upponyi-hegységben (Upponyi 1. sz. kőfülke). Ezen gyűjtések közül kiemelkedő jelentőséggel bír a Tarkői-kőfülke, amelynek anyagából számos, a tudományra nézve új fajt írt le, többek között egy primitív sztyeppi lemminget (más néven pocoklemminget), a Lagurus transiens-t, ami a középső-pleisztocén egyik vezérkövülete lett, azaz egy alapvető fontosságú faj az ilyen korú lelőhelyek rétegtani korbesorolását illetően. Kutatási eredményeit összegezve 1968-ban akadémiai nagydoktori címet szerzett „Az európai közép-pleisztocén gerinces fauna rétegtani értékelése” című értekezésével. Munkájának főbb eredményei között sorolhatjuk fel, hogy a leletek begyűjtésében és feldolgozásában új, úgynevezett finomrétegtani módszert vezetett be, emellett a taxonómiai vizsgálatoknál statisztikai kiértékelést is végzett.
A '60-as évek végén és a '70-es években az északkelet-magyarországi Osztramos-hegyen (más néven Esztramos-hegy) vezetett ásatásokat. A hegy karsztos hasadékainak agyagos kitöltéseiből rendkívül gazdag és nemzetközileg is fontos ősgerinces leletanyag került elő a gyűjtéseinek köszönhetően. A húsznál is több lelőhely anyaga az állatvilág fejlődésének igen széles időintervallumát (kb. 3 millió évét) reprezentálja a középső-pliocéntől kezdődően egészen a középső-pleisztocénig. A leletekre alapozva Jánossy bevezette a Tornai faunaszakaszt, az Osztramos 7-es lelőhelyet pedig az úgynevezett pliocén/pleisztocén határfaunák egyik kulcsfontosságú alapfaunájának javasolta. Mindenképpen meg kell említenünk azt is, hogy az Osztramos 3-as lelőhely egy külön ősállattani érdekességgel is szolgált: a rágcsálók nagyon furcsa és specializálódott, mára kihalt csoportjának (az úgynevezett hajnalegereknek vagy Eomydáknak) egy új képviselőjét sikerült kimutatni a faunából, amelyet nemcsak új fajként, hanem új nemként írt le (Estramomys simplex). Nem csak az új faj leírása számított új tudományos eredménynek, hanem az a puszta tény is, hogy a kora-pleisztocénben még jelen voltak az Eomydák. Erről a csoportról ugyanis azt tartották, hogy képviselői már korábban kihaltak.
Utolsó ásatásai során a '70-es évek második felében és a 80-as években Jánossy Dénes visszatért arra a gerinces őslénytani értelemben (is) klasszikusnak számító területre, a Villányi-hegységbe, ahol korábban a nagy elődök (Petényi Salamon János, Kormos Tivadar), valamint közvetlenül előtte Kretzoi Miklós vezettek világhírű ősgerinces-leletanyagot szolgáltató ásatásokat. Jánossy villányi-hegységi gyűjtései közül a legfontosabbak a Villány 4-es, a Beremend 11-es, 15-ös, 16-os és 17-es lelőhelyek, valamint a Somssich-hegy 2-es lelőhely. Utóbbit az ásatásai közül élete egyik fő művének is tekinthetjük, és talán számára is ez volt az egyik legkedvesebb lelőhely. Hosszú éveken át vezette itt a gyűjtéseket, a több mint 9 méteres üledékszelvényből több mint 50 réteg anyagát begyűjtve, kiiszapolva, majd az anyag egy részét feldolgozva, publikálva. A  jégkornak egy olyan, nagyon fontos szakaszát (a kora-pleisztocén végének környékét) reprezentálják a leletek, amikor egy nagy globális faunaváltás történt, azaz a korábbi, a kora-pleisztocénre jellemző állatvilágot felváltotta egy új „társaság”, amelyekből kicsit később a középső-pleisztocén tipikus állatvilága, majd a ma körülöttünk élő állatvilág alakult ki. A fentiekben említett saját ásatási anyagokon kívül külföldi lelőhelyek (főképp németországiak, mint például Voigstedt, Weimar-Ehringsdorf, Burgtonna) tudományos feldolgozásában is részt vett. Ez is illusztrálja, milyen nemzetközi hírnévvel rendelkezett, hiszen ezek a munkák minden esetben a külföldi kollégák, gyűjteményvezetők felkérésére történtek (Maul 2005).
Természetesen a madárfosszíliákon végzett kutatásai, tanulmányai, eredményei is nemzetközi hírűek voltak, így történhetett, hogy nem csak a hazai ősmadáranyagot dolgozta fel, hanem külföldi lelőhelyek madárfaunáin is sokat dolgozott (pl. Románia, Csehszlovákia, Németország, Ausztria). Külön említést érdemel az a tudományos monográfiával felérő cikksorozat, amit az Aquila folyóiratban jelentetett meg, és ami lefedi az összes madár csoportot a Kárpát-medencében a pliocéntől a pleisztocén végéig, de még holocén leleteket is tárgyal. A sorozatban megjelent cikkei a leggyakrabban idézett munkái közé tartoznak. Ha már az idézettségnél tartunk, akkor teljes bizonyossággal kijelenthetjük, hogy Jánossy Dénes leggyakrabban idézett, sok kutató által afféle Bibliaként használt munkája az 1979-ben az Akadémiai Kiadónál megjelent összefoglaló műve, „A magyarországi pleisztocén tagolása gerinces faunák alapján”, illetve ennek 1986-os angol nyelvű, aktualizált (azaz kis kiegészítéseket tartalmazó) kiadása, ami az Elsevier Kiadóval közös kiadásban jelent meg (8. ábra) (Jánossy 1979, 1986). Ezek a könyvek tartalmazzák az összes olyan hazai pleisztocén lelőhely és azok faunájának leírását, amelyek rétegtani vagy faunisztikai szempontból fontosak a negyedidőszakra nézve. Egyfajta időbeli keretként néhány fontos késő-pliocén és kora-holocén fauna is tárgyalásra kerül bennük, ezen kívül tudománytörténeti és módszertani fejezeteket is tartalmaznak. Jánossy Dénes finomította a Kretzoi Miklós által a hazai negyedidőszaki lelőhelyekre felállított biokronológiai és rétegtani beosztást, valamint elemezte egyes fajok ősállatföldrajzi és evolúciós viszonyait is.
A Magyar Természettudományi Múzeum Őslénytani és Földtani Tárának gerinces gyűjteményi leltárkönyvében közel 7000 leltári tételnél áll ott Jánossy Dénes neve. Ebből kb. 1500 tétel még a Vértes László által vezetett ásatásokból származik, a többi azonban már a saját ásatásai vagy leletmentései révén került be a gyűjteménybe. Ez a körülbelül 5500 leltári tétel milliós nagyságrendű példányszámot jelent, hiszen csak a legutolsó, a Somssich-hegy 2-es lelőhelyen végzett ásatásai során közel kétmillió fosszíliát gyűjtött be.
Természetesen ez a hatalmas szám főleg kisgerincesleleteket, pl. kígyócsigolyákat, pocokfogakat takar, de így is tiszteletet parancsoló mennyiség. A somssich-hegyi anyag feldolgozása jelenleg is folyik egy OTKA kutatási pályázat keretében, dr. Pazonyi Piroska témavezetésével. Az ősmaradványok példányszámához mindenképpen hozzá kell még számolnunk azt a túlnyomórészt Jánossy Dénes és Schmidt Egon által összegyűjtött, recens összehasonlító emlős- és madárcsontgyűjteményt, ami több száz faj csontvázelemeit tartalmazza, és ami nélkülözhetetlen segítsége a kutatóknak a különféle (őslénytani, régészeti, zoológiai) leletek beazonosításához. Ez az a gyűjteményrész az Őslénytani és Földtani Tárban, amit évente a legtöbb vendégkutató látogat meg és használ.

## A Jánossy Dénesről elnevezett ősállatfajok listája
Pályafutása során Jánossy Dénes több mint 50 lelőhely ősgerincesanyagának begyűjtését és közel 70, a tudományra nézve új ősgerincesfaj leírását végezte el. Ezeket itt helyhiány miatt nem tudjuk közölni, azokat az ősemlős- és ősmadárfajokat azonban érdemes felsorolni, amelyeket róla neveztek el az azokat felfedező hazai vagy külföldi kutatók:
- Sminthozapus janossyi Sulimski, 1962
- Corvus pliocaenicus janossyi Mourer-Chauviré, 1975
- Pannonictis janossyi Rabeder, 1976
- Megaderma janossyi Topál, 1983
- Deinsdorfia janossyi Reumer, 1984
- Cricetinus janossyi Hír, 1996
- Calidris janossyi Kessler, 2009
- Certhia janossyi Kessler, 2012

## Szakmai munkássága
A Magyar Nemzeti Múzeum (MNM) Természettudományi Múzeuma Föld- és Őslénytárának preparátora (1948–1952), muzeológusa (1952–1955), önálló tudományos munkatársa (1955–1961), osztályvezető-helyettese (1961–1970), majd igazgatója (1970–1988), nyugalmazott tudományos tanácsadója (1988-tól). Az ELTE Földtani és Régészeti Szak megbízott előadó tanára (1954–1988), és címzetes egyetemi tanára. Az MTA–TMB rövidített aspiránsa (1954–1955).
Kiemelt területeként ősállattannal foglalkozott, a pleisztocén gerincesek rendszertani–rétegtani problémáinak nemzetközileg is elismert kutatójaként alapvetően új eredményeket ért el a gerinces ősmaradványok biosztratigráfiai-kronológiai feltárása terén. Tudományos pályafutásának kezdetén a baradla-barlangi holocén, majd a remete-barlangi fosszilis csontanyagot határozta meg és határozókulcsot készített apróemlős állkapcsokra. Később önálló ásatásokat vezetett – többek között – a Pilisszántói-kőfülkében (1951), a Solymári-ördöglyukban (1951), a Bivak-barlangban (1953) és a répáshutai hasadékkitöltésben (1954 és 1957), egyúttal feldolgozta az Istállós-kői-barlangból az 1950–1951. évi ásatások során előkerült őslénytani csontanyagot.
Nagydoktori értekezése a magyar geológiai tudomány egyik jelentős teljesítménye: 12 közép pleisztocén lelőhely közel 14 000 gerincesmaradványának azonosítása (amely 91 faj között oszlott meg). A leletek feltárásában és értékelésében új finomrétegtani vizsgálatot és új statisztikai értékelő módszert vezetett be, amellyel elvégezte a közép pleisztocénből addig ismert magyarországi emlősfajok kritikai revízióját, kiegészítve az újonnan előkerült állatföldrajzi adatokkal és a fajok evolúciós viszonyainak részletes bemutatásával. A hazai gerincesek változásain megállapított statisztikai értékelő módszerrel revideálta Európa valamennyi jelentős közép pleisztocén faunáját a Temzétől a Volgáig.

## Társadalmi szerepvállalása
A Magyarhoni Földtani Társulat Őslénytani Szakosztálya (1963–1985), a Magyar Karszt- és Barlangkutató Társulat vezetőségi tagja, társelnöke (1966-tól). A Természettudományi Múzeum Döntőbizottságának elnöke, a Nemzetközi Negyedkorkutatási Egyesület Plio-pleisztocén Határmegvonó Bizottságának tagja. A Magyar Madártani Egyesület (1974-től), a Nemzetközi Madárvédelmi Tanács Magyarországi és Kelet-Európai Szekciójának elnöke (1980–1988).

## Díjai, elismerései
- Szocialista Kultúráért (1961)
- Kadic Ottokár-emlékérem (1966)
- Móra Ferenc-emlékérem (1975)
- Pro Natura Emlékérem (1978 és 1988)
- Herman Ottó emlékérem (1982)
- Hantken Miksa-emlékérem (1991)
- Keve András-emlékérem (1997)

## Főbb tudományos művei
Tudományos és ismeretterjesztő publikációnak száma meghaladja a 200-at, ezek közül a legfontosabbak:
- Az Istállóskői barlang fosszilis madárfaunája. – Fossile Ornis aus der Höhle von Istállóskő. 6 ábrával. (Aquila, 1948–1951)
- Az Istállóskői barlang aurignaci faunája. 5 ábrával, 1 táblázattal. (Földtani Közlöny, 1952)
- A Lambrecht Kálmán-barlang faunája. (Archaeologiai Értesítő, 1953)
- Ritkább emlősök [Sicista, Apodemus, Asinus] a dorogi és máriaremetei késői pleisztocénből. 2 ábrával, 1 táblával. (Földtani Közlöny, 1953)
- Fossile Microtinen aus dem Karpatenbecken. 2 szövegközti ábrával, 1 táblával. (Annales Historico-Naturales Musei Nationalis Hungarici, 1954)
- Az ősvilági törpe-sárkánygyíkokról. (A Természettudományi Múzeum füzetei. 4. Bp., 1955)
- Az Istállóskői barlang pleisztocén madár- és emlősfaunája. – Die Vogel- und Säugetierreste der spätpleistozänen Schichten der Höhle von Istállóskő. 12 ábrával, 1 táblával. (Acta Archaeologica, 1955)
- Stosszahnfund eines Zygodonten Mastodons aus dem Levantikum von Balatonszentgyörgy. (Annales Historico-Naturales Musei Nationalis Hungarici, 1955)
- Die Fauna der Petényi Höhle. (Folia Archaeologica, 1956)
- Adatok a pulyka Kolumbusz előtti európai előfordulásához. 3 ábrával. Bökönyi Sándorral. (Aquila, 1958)
- A Lambrecht Kálmán-barlang felső pleisztocén gerinces faunája és a rissz würm interglaciális problémája. Kand. értek. (Bp., 1959)
- Holocén gerinces mikrofauna az istállóskői sziklaodúból. – Kleinvertebratenfauna aus der holozänen Ausfüllung der Felsnische von Istállóskő. (Vertebrata Hungarica, 1959)
- Neuere Angaben zur Kenntnis der postglazialen und holozänen Kleinvertebratenfauna Ungarns. 1 ábrával. (Annales Historico-Naturales Musei Nationalis Hungarici, 1959)
- Nacheiszeitliche Wandlungen der Kleinsäugerfauna Ungarns. (Zoologischer Anzeiger, 1960)
- Szirti sas [Aquila chrysastos L.] és saskeselyű [Gypaeuts barbatus L.] hazai pleisztocénünkből. – Steinadler [Aquila chrysastos L.] und Bartgeier [Gypaeuts barbatus L.] aus dem Pleistozänen Ungarns.
- Hazai mezei pocok [Microtus arvalis Pall.] populációk M1-ének szokatlan változatai. Schmidt Egonnal. – Extreme Varianten des M1 der Feldmaus [Microtus arvalis Pall.] in Ungarn. (Vertebrata Hungarica, 1960)
- Fosszilis madárfauna a Subalyuk [Bükk hegység] jégkori rétegeiből. – Eine fossile Vogelfauna aus den Moustérien-Schichten der Subalyuk-Höhle im Bükk-Gebirge, Nordostungarn. (Aquila, 1960–1961)
- Die Entwicklung der Kleinsäugerfauna Europas im Pleistozän [Insectivora, Rodentia, Lagomorpha]. (Zeitschrift für Säugetierkunde, 1961)
- A Sikaliktya barlang [Keszthelyi hegység] szubfosszilis faunája. Darnay-Dornyay Bélával. (Vertebrata Hungarica, 1961)
- Az első fosszilis vízilóleletek hazánk pleisztocénjéből. 2 táblával. (Állattani Közlemények, 1962)
- A barlangi medve ősei a Bükk hegységben. (Élővilág, 1962)
- Vorläufige Mitteilung über die Mittelpleistozäne Vertebratenfauna der Tarkő-Felsnische [Bükk-Gebirge, Nordostungarn]. (Annales Historico-Naturales Musei Nationalis Hungarici, 1962)
- Die altpleistozäne Wirbeltierfauna von Kövesvárad bei Répáshuta [Bükk-Gebirge]. (Annales Historico-Naturales Musei Nationalis Hungarici, 1963)
- Letztinterglaziale Vertebratenfauna aus der Kálmán Lambrecht Höhle [Bükk-Gebirge, Nordostungarn]. 1–2. (Acta Zoologica, 1963–1964)
- Vertebrate Microstratigraphy of the Middle Pleistocene in Hungary. (Acta Geologica, 1965)
- Fosszilis madárfauna a Curata barlang – Románia – moustéri korú rétegeiből. – Fossile Vogelfauna aus den Moustérien-Schichten der Curata-Höhle, Rumänien.
- Szubfosszilis vadmadárleletek Magyarországon. Bökönyi Sándorral. (Vertebrata Hungarica, 1965)
- Vogelreste aus den altpleistozänen Ablagerungen von Voigstedt in Thüringen. (Paläontologische Abhandlungen. Berlin, 1965)
- Az európai közép pleisztocén gerinces fauna rétegtani értékelése. Monográfia és doktori értek. is. (Bp., 1967)
- Ein neuer Eomyde [Rodentia, Mammalia] aus dem Ältestpleistozän – Oberes Villafrankium, Villányium – des Osztramos, Nordostungarn. (Annales Historico-Naturales Musei Nationalis Hungarici, 1970)
- A „hideg moustéri szakasz” első faunisztikai bizonyítéka hazánkban, Tokod-Nagyberek, Komárom megye. – Der erste Nachweis einer Kalt-Moustérien Vertebratenfauna in Ungarn, Tokod-Nagyberek, Komitat, Komárom. (Vertebrata Hungarica, 1971)
- Új ásatások a tornaszentandrási Esztramos hegyen. (Karszt és Barlang, 1971)
- Faunatörténeti és jelenlegi adatok a császármadár [Tetrastes bonasia] előfordulásához Magyarországon. (Aquila, 1971–1972)
- Middle Pliocene Microvertebrate Fauna from the Osztramos, Locality 1., Northern-Hungary. (Annales Historico-Naturales Musei Nationalis Hungarici, 1972)
- Egy kis tarajos sül [Hystrix] az Osztramos 8-as lelőhelyről. – Ein kleiner Hystrix aus dem Altpleistozän der Fundstelle Osztramos 8., Nordungarn. (Vertebrata Hungarica, 1972)
- Masztodonlelet Nagykanizsa környékéről. (A nagykanizsai Thury György Múzeum jubileumi évkönyve. 1919–1969. Nagykanizsa, 1972)
- New Species of Episoriculus from the Middle Pliocene of Osztramos, North Hungary. (Annales Historico-Naturales Musei Nationalis Hungarici, 1973)
- A plio-pleisztocén határkérdés az Osztramos 7-es lelőhely aprógerinces faunája alapján. – The Boundary of Plio-Pleistocene Based on the Microvertebrates in Northern Hungary, Osztramos, Locality 7. (Vertebrata Hungarica, 1973)
- Some New Data on Faunistical Exchanges through the Bering Bridge. – Faunakicserélődések a Bering-hídon át. (Aquila, 1973–1974)
- Plio-pleisztocén madármaradványok a Kárpát-medencéből. 1–6. (Aquila, 1975–1980)
- Ragadozómadár-védelem. Keselyűk. Az európai ragadozómadár-állomány a számok tükrében. (Búvár, 1976)
- Az 1974. őszi madármozgás Biharugra környékén. Jánossy Lászlóval.
- A sövénysármány [Emberiza cirlus] fészkelésének első bizonyítéka hazánkban, Villányi hegység. Jánossy Lászlóval. (Aquila, 1976)
- A budai Várhegy negyedkori képződményei. Többekkel. (Földtani Közlöny, 1976)
- Pleistocene–Holocene Mollusc and Vertebrate Fauna of Two Caves in Hungary. Kordos Lászlóval. (Annales Historico-Naturales Musei Nationalis Hungarici, 1976)
- A magyar barlangok gerinces őslénytani kutatása. (Karszt és Barlang, 1977)
- Ragadozómadár-védelem. Állománycsökkenésük a számok tükrében. (Búvár, 1977)
- A madárvédelem időszerű kérdései. Összeáll. Többekkel. (A Magyar Madártani Egyesület kiadványa. Bp., 1978)
- Larger Mammals from the Lowermost Pleistocene Fauna, Osztramos, Locality 7. (Annales Historico-Naturales Musei Nationalis Hungarici, 1978)
- Madár-faunisztikai ponttérkép hazánk területéről. – Madármegfigyelések Villány és Sumony környékén. (Madártani Tájékoztató, 1979)
- A magyarországi pleisztocén tagolása gerinces faunák alapján. Monográfia. (Bp., 1979, angolul: Pleistocene Vertebrate Faunas of Hungary. 1986)
- Ragadozómadár-védelem. Baglyok. (Búvár, 1980)
- Gólyatöcsök a dunántúli Sumonyi halastavakban. (Madártani Tájékoztató, 1980)
- A kis békászó sas [Aquila pomarina] felismerése és nászrepülése. – A madarak eredete. (Madártani Tájékoztató, 1981)
- Szürkebegy [Prunella modularis] a Mátrában. – Adatok a kígyászölyv [Circaetus gallicus] etológiájának ismeretéhez. Ott Józseffel. (Madártani Tájékoztató, 1982)
- Újabb adatok az európai madárfauna kialakulásához. (Földtani Közlöny, 1982)
- The Extinct Ancessor of Anser anser in Europe. (Aquila, 1982)
- A Függőkői barlang – Mátraszőlős – felső pleisztocén és holocén faunája. Kordos Lászlóval, Krolopp Endrével. (A Mátra Múzeum Közleményei, 1983)
- Adatok a kerecsensólyom [Falco cherrug] táplálkozásához. (Puszta, 1983)
- A Magyar Madártani Egyesület tíz éve. (Madártani Tájékoztató, 1984)
- Revision der mittelpleistozänen Säugetierfauna des „Felsdaches” Szuhogy-Csorbakő, Nordungarn. Vörös Istvánnal. (Annales Historico-Naturales Musei Nationalis Hungarici, 1985)
- A magyarországi ártéri erdők madárvilága. (Madártani Tájékoztató, 1986)
- Adatok magyarországi fosszilis darvakról. – Fossil Data on Cranes in Hungary. (Aquila, 1986–1987)
- A magyarországi barlangok őslénytani kutatásának eredményei 1977 és 1988 között. Hír Jánossal. (Karszt és Barlang. 1989)
- Allophaiomys-Fauna vom Újlaki hegy. Topál Györggyel. (Annales Historico-Naturales Musei Nationalis Hungarici, 1989)
- Gerinces faunisztikai adatok két kirgíziai barlang üledékeiből. Topál Györggyel. (Karszt és Barlang. 1990)
- Késői miocén madárfauna Polgárdiból. Last Miocene Bird Remains from Polgárdi, Western Hungary. (Aquila, 1991)
- Alsó-pleisztocén madármaradványok Beremendről. – Lower Pleistocene Bird Remains from Beremend. – Adatok a Zempléni hegységben költő uráli baglyok [Strix uralensis] nyári táplálékához. Petrovics Zoltánnal, Szilágyi Gáborral. (Aquila, 1992)
- A parlagi sas [Aquila heliaca] és a szirti sas [Aquila chrysaetos] származása és közös nászrepülése. Jánossy Lászlóval, Petrovics Zoltánnal. – Maradványok a rudabányai felső miocénből. (Aquila, 1993)
- Alsó-pleisztocén Mollusca- és gerinces fauna a győrújfalui kavicsbányából. Krolopp Endrével. (Földtani Közlöny, 1994)
- Szubfosszilis madármaradványok Görög- és Törökországból. (Aquila, 1994)
- Gerinces fauna. (Solymári ördöglyuk. Szerk. Hazslinszky Tamás. Bp., 1996)

## Emlékezete
Jánossy Dénes a 20. századi negyedidőszaki és késő-harmadidőszaki őslénykutatók legnagyobbjai közé tartozik, akár a kisemlősökkel, akár a madarakkal foglalkozó specialistákat tekintjük. Fáradhatatlan kutató volt mind az íróasztal mellett, mind a terepen. Méltóképpen folytatta és fejlesztette tovább a nagy elődök munkásságát, számos fontos új eredménnyel gazdagítva a tudományt, közben pedig kinevelve azokat a kutatókat, akik majd az ő örökébe léphetnek. Ezen kívül nagyon sokan vannak, akik rendkívüli személyes szakmai vagy emberi segítséget, útmutatást, bátorítást, ösztönzést vagy akár példamutatást kaptak tőle. Halála után a Madártávlat folyóirat külön emlékszámban emlékezett meg róla.
2023 óta nevét őrzi az 574635 Jánossy kisbolygó.

### Megemlékezések és visszaemlékezések
- In memoriam András Tasnádi-Kubacska. (Annales Historico-Naturales Musei Nationalis Hungarici, 1978)
- Vértes László, a barlangkutató. (Karszt és Barlang, 1978)
- Keve András. (Aquila, 1985)
- A madarász Keve. (Természetbúvár, 1990)
- Lambrecht Kálmán, a paleontológus. (Állattani Közlemények, 1990)
- Egy paleontológus ’56-os emlékei. (Magyar Múzeumok, 1996 és Madártávlat, 2005)
- ford.: Petzsch, Hans: Urania állatvilág. Emlősök. (Bp., 1969, 2. kiad. 1973).
- Köszöntjük 60 éves tagtársunkat J. D. (Karszt és Barlang, 1986)
- Schmidt Egon: Köszöntő. J. D. 70 éves. (Túzok [folyóirat], 1996)
- Kállay György: Köszöntő. J. D. (Madártávlat, 2001)
- Halálhír. (Népszabadság, 2005. szept. 3.)
- Székely Kinga–Hazslinszky Tamás: J. D. (Karszt és Barlang, 2005)
- In memoriam Dénes Jánossy. (Praehistoria, 2005)
- Újhelyi Péter: J. D. – Kordos László: J. D., az ősmadarak tudója. – A J. D. által leírt új madárfajok és -alfajok. (Madártávlat, 2005)
- Schmidt Egon: J. D., a madárvédő. (Aquila, 2006)
- Kordos László: J. D. (Aquila, 2006).